# Ariopsis
De Ariopsis is een geslacht in de familie der Christusvissen (Ariidae) en behoort tot de orde van Meervalachtigen (Siluriformes). De taxonomie van deze familie waar dit geslacht toe behoort is nog niet duidelijk. Specifieke soorten worden niet eenduidig toegeschreven aan een bepaald geslacht. Dit geldt onder andere voor de Ariopsis.

## Soorten
- Ariopsis assimilis (Günther, 1864)
- Ariopsis canteri Marceniuk, Acero, Cooke & Betancur-R, 2017
- Ariopsis felis (Linnaeus, 1766)
- Ariopsis gilberti (Jordan & Williams, 1895)
- Ariopsis guatemalensis (Günther, 1864)
- Ariopsis jimenezi Marceniuk, Acero, Cooke & Betancur-R, 2017
- Ariopsis seemanni (Günther, 1864)
- Ariopsis simonsi (Starks, 1906)